# Riechedly Bazoer
Riechedly Bazoer (ur. 12 października 1996 w Utrechcie) – holenderski piłkarz grający na pozycji środkowego pomocnika w SBV Vitesse.

## Kariera klubowa
Swoją karierę piłkarską Bazoer rozpoczął w klubie USV Elinkwijk. W 2006 roku podjął treningi w szkółce piłkarskiej PSV Eindhoven. W 2012 zaczął trenować w Ajaksie Amsterdam. W 2013 roku zaczął grać w rezerwach tego klubu. 5 sierpnia 2013 zadebiutował w nich w Eerste divisie w wygranym 2:0 domowym meczu z Telstarem. W trakcie sezonu 2013/2014 stał się również członkiem pierwszego zespołu. W Eredivisie swój debiut zaliczył 6 grudnia 2014 w wygranym 5:0 domowym meczu z Willem II Tilburg. W 65. minucie tego meczu zmienił Lucasa Andersena. Swojego pierwszego gola w holenderskiej lidze strzelił 15 grudnia 2015 w wygranym 4:2 domowym meczu z FC Twente. W sezonie 2014/2015 wywalczył wicemistrzostwo Holandii.
W grudniu 2016 podpisał czteroipółletni kontrakt z VfL Wolfsburg.
| Sezon   | Klub          | Kraj       | Rozgrywki      | Mecze | Gole |
| ------- | ------------- | ---------- | -------------- | ----- | ---- |
| 2013/14 | Jong Ajax     | Holandia   | Eerste divisie | 21    | 0    |
| 2014/15 | AFC Ajax      | Holandia   | Eredivisie     | 17    | 1    |
| 2014/15 | Jong Ajax     | Holandia   | Eerste divisie | 13    | 1    |
| 2015/16 | AFC Ajax      | Holandia   | Eredivisie     | 29    | 5    |
| 2016/17 | AFC Ajax      | Holandia   | Eredivisie     | 5     | 0    |
| 2016/17 | VfL Wolfsburg | Niemcy     | Bundesliga     | 12    | 0    |
| 2017/18 | VfL Wolfsburg | Niemcy     | Bundesliga     | 13    | 0    |
| 2018/19 | FC Porto      | Portugalia | Primeira Liga  | 0     | 0    |
| 2018/19 | FC Utrecht    | Holandia   | Eredivisie     | 12    | 3    |
| 2019/20 | SBV Vitesse   | Holandia   | Eredivisie     |       |      |

## Kariera reprezentacyjna
Bazoer grał w młodzieżowych reprezentacjach Holandii. W 2012 roku wystąpił z reprezentacją Holandii U-17 na Mistrzostwach Europy U-17. Wraz z Holandią wywalczył wówczas mistrzostwo kontynentu. W dorosłej reprezentacji Holandii zadebiutował 13 listopada 2015 w wygranym 3:2 towarzyskim meczu z Walią, rozegranym w Cardiff, gdy w 87. minucie tego meczu zmienił Jordy’ego Clasie.